# گمینا اورنونتوویتسه
گمینا اورنونتوویتسه (به لهستانی:  Gmina Ornontowice) یک گمینا در لهستان است که در شهرستان میکوووف واقع شده‌است. گمینا اورنونتوویتسه ۱۵٫۱ کیلومتر مربع مساحت و ۵٬۵۶۶ نفر جمعیت دارد.